# Чемпионат Европы по академической гребле 1958
Чемпионат Европы по академической гребле 1958 года прошёл на Мальтанском озере в городе Познань (Польша). Сначала с 22 по 24 августа прошли женские соревнования, в ходе которых 33 экипажа из 12 стран разыграли 5 комплектов наград. Потом с 29 по 31 августа был проведён мужской турнир, 78 экипажей из 21 страны выявили сильнейших в 7 дисциплинах.
Турнир носил статус открытого, поэтому кроме гребцов из европейских стран в нём участвовали представители государств, расположенных на других континентах. Так как Международная федерация гребного спорта не признавала ГДР, восточногерманские и западногерманские гребцы выступали в составе Объединённой команды Германии, которая также как и другие сборные могла быть представлена в каждой дисциплине лишь одним экипажем. 

## Медалисты

### Женщины
| Дисциплина                        | Золото | Золото | Серебро | Серебро | Бронза | Бронза |
| Одиночки W1x                      | Венгрия · Корнелия Папп | 3:50,9 | Австрия · Ева Сика | 3:51,5  | ФРГ Урсула Фогт | 3:53,0 |
| Двойки парные W2x                 | СССР · Зося Ракицкая · Валентина Калегина | 3:36,0 | Румыния · Мария Лауб · Флорика Гюзеля | 3:38,6  | Чехословакия · Светла Бартакова · Гана Мусилова | 3:40,3 |
| Четвёрки парные с рулевыми W4x+   | СССР · Александра Кулешова · Инна Лысань · Нина Егорова · Светлана Белякова · Тамара Зарецкая (р)                                                                             | 3:25,3 | ГДР · Аннемари Отте · Хельга Фишер · Рут Харре · Бригитте Рауэ · Карла Фишер (р)                                                                                    | 3:26,0  | Венгрия · Иштванне Гранек · Йожефне Раско · Ласлоне Терельмеш · Яношне Кёсеги · Рудольфне Радваньи (р)                                                               | 3:31,3 |
| Четвёрки распашные с рулевыми W4+ | СССР · Галина Горелова · Элла Сергеева · Лидия Рыжова · Валентина Терехова · Виктория Добродеева (р)                                                                          | 3:29,2 | Румыния · Фелича Урзичану · Рита Бонферт · Юлиана Тогэнел · Марта Кардош · Штефания Борисов (р)                                                                     | 3:36,6  | Венгрия · Борбала Шебештьен · Жужанна Ракитаи · Дьёзёне Лукачич · Оттоне Надь · Анталне Бенедек (р)                                                                  | 3:41,7 |
| Восьмёрки W8+                     | СССР · Ирина Каменцова · Вера Реброва · Зинаида Абрамкина · Надежда Гончарова · Нина Коробкова · Лидия Зонтова · Зинаида Коротова · Галина Горелова · Виктория Добродеева (р) | 3:10,3 | ГДР · Анита Бланкенфельд · Ингеборг Петер · Ингеборг Басслер · Вальтрауд Динтер · Кристль Лангнер · Марианне Шульце · Хелла Шульц · Марианне Фальк · Урсула Вик (р) | 3:15,9  | Румыния · Юлиана Тогэнел · Эльза Оксенфельд · Фелича Урзичану · Вьорика Удреску · Соня Бэлан · Рита Бонферт · Стела Джорджеску · Марта Кардош · Штефания Борисов (р) | 3:19,1 |

### Мужчины
| Дисциплина               | Золото | Золото | Серебро | Серебро | Бронза | Бронза |
| Одиночки M1x             | Австралия · Стюарт Маккензи | 7:58,7 | ФРГ Клаус фон Ферзен | 8:06,0  | СССР · Вячеслав Иванов | 8:11,0 |
| Двойки парные M2x        | СССР · Александр Беркутов · Юрий Тюкалов | 7:10,7 | Франция · Рене Дюамель · Бернар Моннеро | 7:13,2  | ФРГ Томас Шнайдер Фридрих Зидов | 7:16,5 |
| Двойки без рулевых M2-   | Финляндия · Вели Лехтеля · Тойми Питкянен | 7:52,4 | ФРГ Герд Цинтль Хорст Эфферц | 7:53,8  | Румыния · Штефан Куреска · Кароль Вереш | 8:02,5 |
| Двойки с рулевыми M2+    | ФРГ Клаус Рикеман Ханс Берендес Ханс-Дитер Майер (р) | 8:11,8 | Италия · Ренцо Остино · Джованни Ансельми · Винченцо Бруно (р)                                                                                              | 8:17,9  | Швейцария Готтфрид Коттман Рольф Штройли Вернер Эреншпергер (р)                                                                                                 | 8:22,7 |
| Четвёрки без рулевых M4- | ФРГ Ханс Ленк Манфред Рулффс Крафт Шепке Карл-Хайнц Хопп | 7:00,8 | Румыния · Штефан Куреска · Георге Риффелт · Юлиу Шеховиц · Кароль Вереш                                                                                     | 7:07,0  | Чехословакия · Людек Мусил · Рене Либал · Мирослав Йишка · Йиндржих Блажек                                                                                      | 7:08,5 |
| Четвёрки с рулевыми M4+  | ФРГ Георг Нирман Фридрих Арфманн Вернер Колльман Альбрехт Веселау Герд Юргенберинг (р)                                                                                      | 7:29,3 | Румыния · Ион Бойку · Кароль Кишш · Ион Булуджою · Тудор Бомпа · Штефан Лупу (р)                                                                            | 7:34,1  | Югославия · Никола Чупин · Антун Иванкович · Желько Плашчар · Бранко Вулетич · Антун Буткович (р)                                                               | 7:34,2 |
| Восьмёрки M8+            | Италия · Романо Сгейц · Альберто Винклер · Аттилио Кантони · Фульвио Балатти · Эллеро Борньоло · Джанпьетро Джиларди · Джованни Цукки · Джузеппе Мойоли · Иво Стефанони (р) | 6:19,5 | США · Джон Келли · Уильям Кнехт · Джордж Герман · Пол Игнас · Джордж Коулмен · Джеральд Хеффернан · Гарри Халлоран · Дэвид Вилмердинг · Аллен Розенберг (р) | 6:22,7  | СССР · Борис Фёдоров · Георгий Гущенко · Юрий Попов · Георгий Брюльгарт · Ярослав Чёрствый · Анатолий Антонов · Юрий Рогозов · Олег Васильев · Юрий Поляков (р) | 6:25,6 |

## Командный зачёт
| Место | Страна       | Золото | Серебро | Бронза | Всего |
| ----- | ------------ | ------ | ------- | ------ | ----- |
| 1     | СССР         | 5      | 0       | 2      | 7     |
| 2     | Германия     | 3      | 4       | 2      | 9     |
| 3     | Италия       | 1      | 1       | 0      | 2     |
| 4     | Венгрия      | 1      | 0       | 2      | 3     |
| 5     | Австралия    | 1      | 0       | 0      | 1     |
| 5     | Финляндия    | 1      | 0       | 0      | 1     |
| 7     | Румыния      | 0      | 4       | 2      | 6     |
| 8     | Австрия      | 0      | 1       | 0      | 1     |
| 8     | США          | 0      | 1       | 0      | 1     |
| 8     | Франция      | 0      | 1       | 0      | 1     |
| 11    | Чехословакия | 0      | 0       | 2      | 2     |
| 12    | Швейцария    | 0      | 0       | 1      | 1     |
| 12    | Югославия    | 0      | 0       | 1      | 1     |
| Всего | Всего        | 12     | 12      | 12     | 36    |